# Mâsca
Mâsca – wieś w Rumunii, w okręgu Arad, w gminie Șiria. W 2011 roku liczyła 885 mieszkańców. 